# Amazing Grace

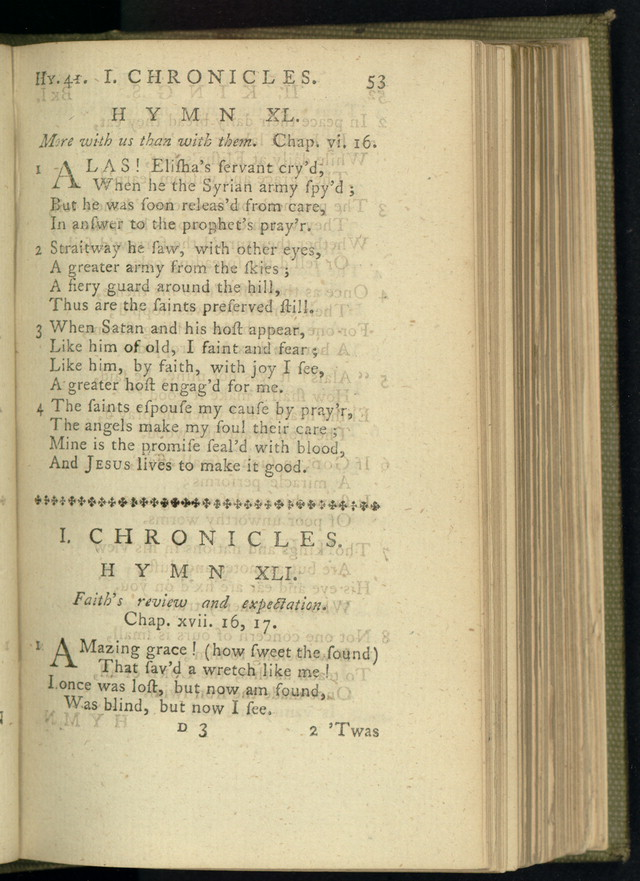
El final de la pàgina 53 dels Himnes d'Olney, on es recull la primera versió del que després seria conegut com a "Amazing Grace". El càntic està col·locat sota l'epígraf «I. Chronicles. Hymn XLI. Faith's review and expectation. Chap. xvii. 16, 17.» I ja mostra la coneguda tornada «Amazing grace! (how sweet the sound) / That sav'd a wretch like me ! / I onze was lost, but now am found, / Was blind, but now I see.»

"Amazing Grace" (Sublim Gràcia) és un himne cristià escrit pel clergue i poeta anglès John Newton (1725-1807) i publicat l'any 1779. La composició, una de les cançons més conegudes als països de parla anglesa, transmet el missatge cristià que el perdó i la redempció és possible malgrat els pecats comesos per l'ésser humà, i que l'ànima pot salvar-se de la desesperació mitjançant la gràcia de Déu. La gràcia de Déu és un antic concepte de la tradició judeocristiana.
Newton va escriure la lletra a partir de la seva experiència personal. Educat sense cap convicció religiosa, al llarg de la seva joventut va viure diverses coincidències i girs inesperats, molts d'ells provocats per la seva recalcitrant insubordinació. Va ser forçat a unir-se a la Royal Navy i com a mariner, va participar en el mercat d'esclaus. Durant una nit, una tempesta va copejar tan fortament la seva embarcació que, terroritzat, va implorar l'ajuda de Déu, un moment que marca el començament de la seva conversió espiritual. La seva carrera com tractant d'esclaus va durar alguns anys més, fins que va abandonar la marina per estudiar teologia.
Ordenat sacerdot de l'Església d'Anglaterra en 1764, Newton va ser nomenat rector d'Olney (Buckinghamshire), on va començar a compondre himnes al costat del poeta William Cowper. "Amazing Grace" va ser escrit per il·lustrar un sermó al dia de Cap d'Any de 1773. No se sap si hi havia música per acompanyar els versos, ja que va poder ser recitat pels feligresos sense melodia. Va ser imprès per primera vegada l'any 1779 dins de la col·lecció d'Himnes d'Olney de Newton i Cowper. Malgrat ser relativament desconegut a Anglaterra, "Amazing Grace" va ser usat extensament durant el Segon Gran Despertar als Estats Units al començament del segle xix. La lletra ha estat adaptada a més de vint melodies, si bé la més coneguda i freqüent en l'actualitat és l'anomenada "New Britain", que va ser unida al poema en 1835.
L'autor Gilbert Chase ha escrit que "Amazing Grace" és «sense cap dubte, el més famós de tots els himnes populars», mentre que Jonathan Aitken, biògraf de Newton, estima en la seva obra que l'himne és cantat prop de deu milions de vegades cada any. Ha tingut una particular influència en la música folk i és un càntic emblemàtic dels espirituals americans. "Amazing Grace" va contemplar un ressorgir de la seva popularitat als Estats Units durant la dècada de 1960 i des de llavors ha estat interpretat milers de vegades, sent un clàssic dels cançoners populars dins dels països de parla anglosaxona.

## La conversió de John Newton
| «                    | «How industrious is Satan served. I was formerly one of his active undertemptors and had my influence been equal to my wishes I would have carried all the human race with me. A common drunkard or profligate is a petty sinner to what I was». | «Què industriosament és servit Satan. Jo era llavors un dels seus actius temptadors i si la meva influència hagués estat igual als meus desitjos m'hauria portat a tota la raça humana amb mi. Un borratxo comú o un malgastador és un feble pecador comparat amb el qual jo era». | » |
| — John Newton, 1778. | | |   |

D'acord amb el Dictionary of American Hymnology "Amazing Grace" és l'autobiografia espiritual de John Newton en vers. Newton va néixer en 1725 a Wapping, un districte londinenc prop del riu Tàmesi. El seu pare era un comerciant naval que havia estat educat com a catòlic però mostrava simpatia pel pensament protestant, mentre que la seva mare era una devota cristiana independent, no afiliada amb l'Església anglicana. Des del naixement de Newton la seva mare va voler que fos clergue, però va morir de tuberculosi quan el nen tenia sis anys. Newton va ser educat la resta de la seva infància per una madrastra distant, mentre el seu pare estava en el mar, i va acudir a un internat, on va ser maltractat. Amb onze anys es va unir al seu pare en un vaixell com a aprenent, però la seva incipient carrera naval estaria marcada des del començament pel seu testarruda desobediència.
Segons les seves pròpies paraules, Newton va escollir des de jove «un camí de mort, allunyat de Déu i ple de mals hàbits». Com a mariner, va renunciar a la seva fe influenciat per un company amb el qual discutia sobre el llibre Characteristicks, d'Anthony Ashley Cooper, 3r comte de Shaftesbury. En una sèrie de cartes que va escriure després, afirma:
| «                    | «Like an unwary sailor who quits his port just before a rising storm, I renounced the hopes and comforts of the gospel at the very time when every other comfort was about to fail me.» | «Com un mariner incaut que surt del port just abans d'una tempesta, vaig renunciar a les esperances i consols de l'evangeli quan tots els altres consols estaven a punt d'abandonar-me». | » |
| — John Newton, 1824. | | |   |

El seu pare el va forçar a unir-se a la Royal Navy per la seva contínua desobediència però, després d'abandonar el seu lloc en diverses ocasions, finalment va desertar per visitar Mary «Polly» Catlett, una amiga de la família de la qual s'havia enamorat. Després de la humiliació pública que va comportar la seva deserció, va aconseguir ser transferit a un vaixell esclavista, on va començar la seva carrera com a traficant d'esclaus.

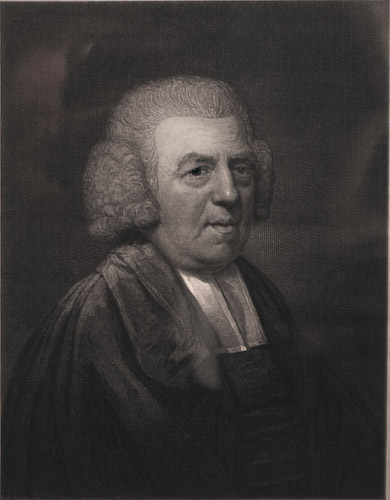
John Newton al final de la seva vida.

Newton es burlava oberta i sovint de l'autoritat creant poemes obscens i cançons sobre el capità que es van fer molt populars entre la tripulació. Els seus freqüents conats de rebel·lió li van portar a ser castigat a la inanició fins a gairebé morir i a ser empresonat en el mar i encadenat com els esclaus que transportaven, per finalment ser obligat a treballar en una plantació a Sierra Leone, prop del riu Sherbro. Després de diversos mesos va considerar la possibilitat de romandre a Sierra Leone, però el seu pare va intervenir després de rebre una carta del seu fill i va ser rescatat casualment per un altre vaixell. Newton va acceptar embarcar-se de tornada al Regne Unit, encara que va declarar que la seva única raó era Polly.
A bord del Greyhound, Newton va guanyar notorietat per ser l'home més blasfem de la tripulació. En un ambient naval en el qual els mariners usaven freqüents juraments, Newton va ser castigat en moltes ocasions no només per usar les pitjors paraules que havia escoltat mai el capità, sinó per crear neologismes que excedien el seu ja per si mateix groller vocabulari. Al març de 1748, mentre el Greyhound estava a l'Atlàntic Nord, una violenta tempesta va assotar al vaixell provocant que un mariner, situat en un lloc on just abans havia estat Newton, caigués per la broda. Després d'hores de treball traient aigua i creient que anaven a bolcar, Newton va demanar desesperadament al capità que li deixés intentar alguna cosa, al que l'oficial va accedir. Segons les seves pròpies paraules, Newton va afirmar: «Si això no funciona, llavors que el Senyor tingui pietat de nosaltres!». Va tornar a la bomba i es va lligar, al costat d'un altre mariner, a ella per impedir que fos arrossegada per l'aigua. Després d'una hora, va tornar exhaust al pont de comandament, on va reflexionar sobre l'ocorregut en les onze hores següents. Dues setmanes després, el malmès vaixell i la seva famolenca tripulació van desembarcar a Lough Swilly, Irlanda.
La tempesta i els fets subsegüents van marcar un abans i un després en la vida de Newton. Segons les seves pròpies paraules, des de setmanes abans de la tempesta havia estat llegint The Christian's Pattern, un resum de la imitació de Crist, escrit per Tomàs de Kempis al Segle XV. El record de la seva frase durant la tempesta va començar a obsessionar-li i va reflexionar profundament sobre si era mereixedor de la Gràcia de Déu o redimible després de no només abandonar la fe rebuda, sinó després d'haver-se oposat directament a ella, burlant-se d'altres creients, ridiculitzant els seus ritus i qualificant a Déu com a mite. Al cap del temps va arribar a convèncer-se que Déu li havia enviat un profund missatge i havia començat a transformar la seva vida.
La conversió de Newton, no obstant això, no va ser immediata. Va anunciar la seva intenció de casar-se amb Polly, la família de la qual, malgrat que coneixia la seva reputació, li va permetre escriure-li. Va tornar a allistar-se en un vaixell esclavista de camí a Àfrica i allí va seguir participant en les mateixes activitats que abans, però sense el seu habitual llenguatge. El seu propòsit de canvi personal es va veure reforçat després d'una greu malaltia, però la seva actitud davant l'esclavitud seguia sent la mateixa que la dels seus contemporanis i va continuar comerciant amb persones en diversos viatges, alguns rius a dalt a Àfrica, «ara com a capità», per vendre els esclaus en els grans ports d'Amèrica. Es va casar amb Polly l'any 1750 i va participar en tres expedicions esclavistes més, però va abandonar la marina mercant amb trenta anys després de ser-li ofert el lloc de capità en un vaixell no relacionat amb el comerç d'esclaus, pel que sembla després de sofrir una nova crisi de salut.

## Sacerdot a Olney

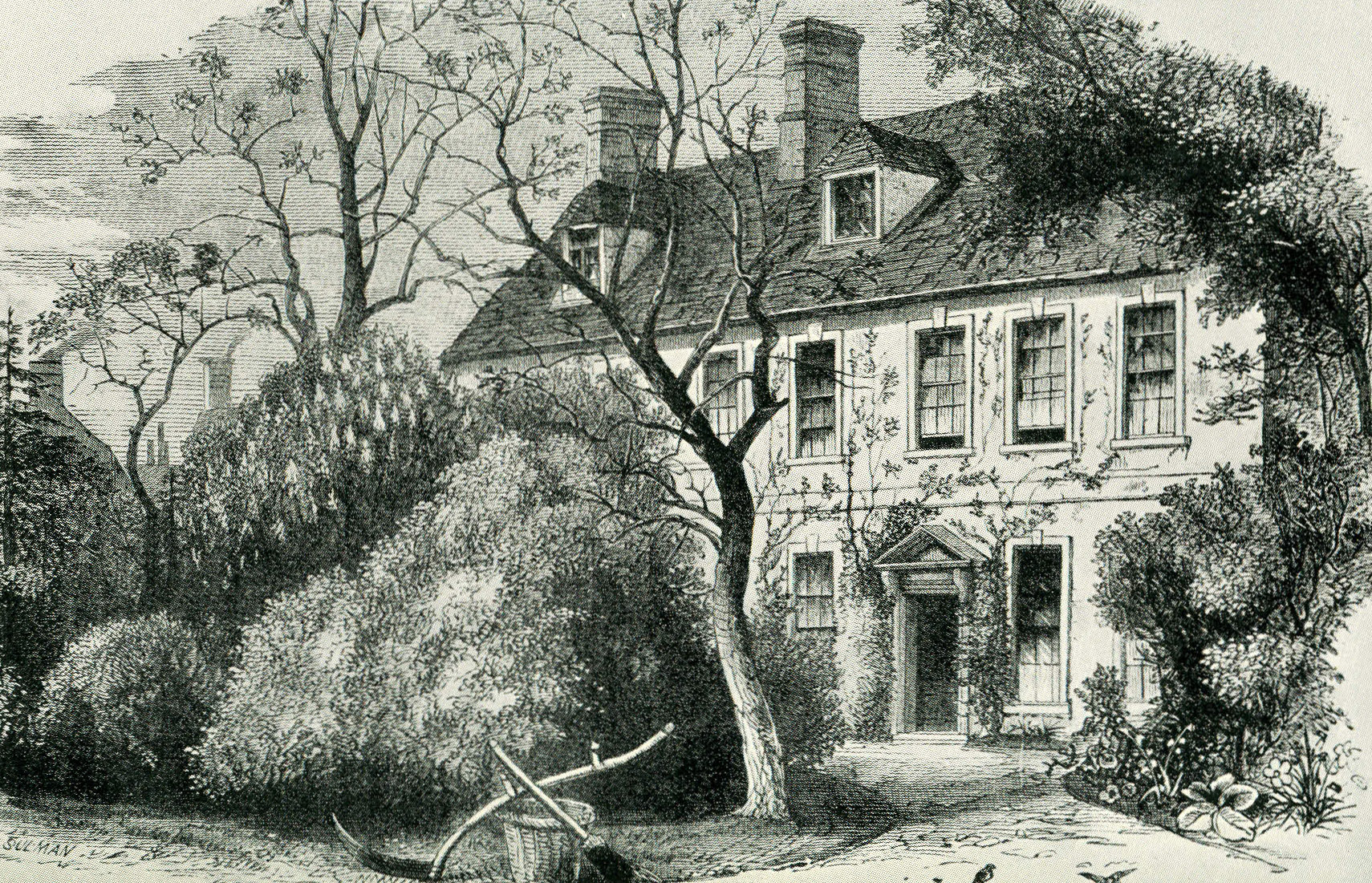
El vicariat d'Olney, on Newton va escriure l'himne que es convertiria en "Amazing Grace".

A partir de 1756, mentre treballava com a agent de duanes a Liverpool, Newton va començar a aprendre pel seu compte llatí, grec i Teologia. Tant ell com Polly es van vincular amb la comunitat eclesial de la seva parròquia, on la passió de Newton era tan impressionant que els seus amics li van suggerir que es preparés per al ministeri anglicà. No obstant això, va ser rebutjat pel bisbe de York l'any 1758, ostensiblement per no tenir un títol universitari, però també per la seva proximitat l'evangelisme i la seva tendència a socialitzar amb els metodistes. Newton va seguir amb les seves devocions i, després de ser animat per un amic, va escriure sobre la seva experiència en el comerç d'esclaus i la seva conversió. George Legge, tercer comte de Dartmouth, impressionat per la seva història, va patrocinar l'ordenació de Newton pel bisbe de Lincoln i li va oferir la parròquia d'Olney (Buckinghamshire) l'any 1764.

### ElsHimnes d'Olney
Amazing grace! How sweet the sound,

That saved a wretch like me!

I once was lost but now am found

Was blind, but now I see.

'Twas grace that taught my heart to fear,

And grace my fears relieved;

How precious did that grace appear

The hour I first believed!

Through many dangers, toils, and snares,

We have already come;

'Tis grace that brought me safe thus far,

And grace will lead me home.

The Lord has promised good to me,

His word my hope secures;

He will my shield and portion be

As long as life endures.

Yes, when this flesh and heart shall fail,

And mortal life shall cease,

I shall possess, within the veil,

A life of joy and peace.

The earth shall soon dissolve like snow,

The sun forbear to shine;

But God, who called me here below,

Will be forever mine.
Olney era una barriada de prop de 2.500 habitants la principal indústria de les quals era la fabricació artesana d'encaix. La major part de la població era analfabeta i pobra. La predicació de Newton va ser des del començament original, ja que compartia des del púlpit moltes de les seves experiències, mentre que l'habitual era que els clergues parlessin des de la distància, sense admetre cap acostament al pecat o les temptacions. Newton va voler viure el dia a dia dels seus parroquians i era molt apreciat, malgrat que els seus escrits i la seva forma d'expressió eren millorables. Era conegut per la seva devoció i dedicació; ell mateix afirmava que la seva missió era «trencar els cors durs i guarir els trencats». Va travar amistat amb William Cowper, un escriptor que havia fracassat en la seva carrera com a advocat i havia sofert brots de bogeria, amb diversos intents de suïcidi. Va viure una experiència de conversió similar a la de Newton i gaudia de la seva companyia. Junts, l'efecte sobre els feligresos va ser impressionant: en 1768 van començar a celebrar una reunió d'oració setmanal per respondre a un nombre cada vegada major de parroquians i van escriure lliçons per als nens del barri.
En part per la influència de Cowper i en part pel costum que els clergues lletrats escrivissin versos, Newton va començar a compondre himnes utilitzant el llenguatge popular dels seus feligresos, la qual cosa va afavorir la seva distribució i comprensió. En la mateixa època van florir altres prolífics escriptors d'himnes religiosos, com Isaac Watts, els himnes dels quals coneixia Newton des de la infància, i Charles Wesley. El germà d'aquest últim, John, que després seria el fundador del Metodisme, havia animat a Newton a entrar en l'estat clerical. Watts, un pioner en la composició d'himnes en llengua anglesa basats en els salms bíblics, havia escrit prèviament un himne titulat "Ales! And Did My Saviour Bleed" que contenia els versos "Amazing pity! Grace unknown!/ And love beyond degree!". Philip Doddridge, un altre conegut autor d'himnes va escriure l'any 1755 un altre himne titulat "The Humiliation and Exaltation of God's Israel" que comença amb els versos "Amazing grace of God on high!", a més d'altres similituds amb l'obra de Newton. Els himnes més importants de Watts estaven escrits segons la mesura comuna de 8.6.8.6, és a dir, la primera línia és de vuit síl·labes i la segona és de sis. Segons el biògraf Jonathan Aitken, Watts va ser una gran influència en moltes de les composicions de Newton.
Newton i Cowper van intentar presentar un poema o un himne per a cada trobada setmanal d'oració. La lletra d'"Amazing Grace" va ser escrita a la fi de 1772 i probablement utilitzada per a l'oració l'1 de gener de 1773. En 1779 es va publicar anònimament una col·lecció dels poemes de tots dos autors sota el títol d'Himnes d'Olney. Newton va contribuir amb 280 dels 348 texts del llibre. El poema que comença amb el vers «Amazing grace! How sweet the sound» està precedit del títol «1 Chronicles 17.16-17, Faith's Review and Expectation».

### Anàlisi crítica

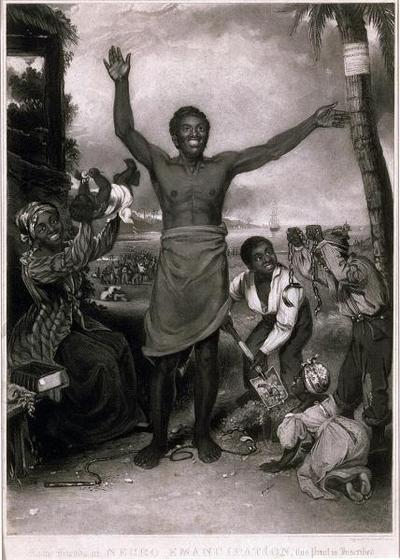
Cartell commemoratiu de l'abolició de l'esclavitud a l'Imperi Britànic, titulat To the friends of Negro Emancipation.

L'impacte general dels Himnes d'Olney va ser immediat i es van convertir en una eina àmpliament utilitzada pels predicadors evangèlics a Gran Bretanya durant molts anys. Els estudiosos apreciaven la poesia de Cowper més que el llenguatge senzill de Newton, fruit de la seva forta personalitat. Els temes més comuns en els versos escrits per Newton en els himnes són la fe i la salvació, sorprenent-se de la Gràcia divina i del seu amor per Jesucrist, a través d'exclamacions de l'alegria que sentia després de la seva conversió. Com a reflex de la connexió de Newton amb les seves parroquians, va escriure molts dels seus versos en primera persona, reconeixent la seva pròpia experiència de pecat. Bruce Hindmarsh, en la seva obra Sing Them Over Again To Me: Hymns and Hymnbooks in America considera "Amazing Grace" com un excel·lent exemple de l'estil testimonial de Newton i de l'ús de la seva pròpia perspectiva. En l'època de publicació dels himnes, molts van ser considerats grans obres (no "Amazing Grace"), mentre que uns altres van semblar haver estat inclosos en la col·lecció només per emplenar els buits deixats per Cowper. Jonathan Aitken considera a Newton, referint-se específicament a "Amazing Grace", «un desvergonyit lletrista de mitja cultura escrivint per a una congregació sense cap cultura», destacant que només 21 de les paraules utilitzades en les sis estrofes tenen més d'una síl·laba.
William Phipps en el Anglican Theological Review i l'autor James Basker han interpretat la primera afirmació de "Amazing Grace" com una prova que Newton considerava la seva participació en el comerç d'esclaus com la seva gran infàmia, reflectint l'opinió popular sobre aquest tema. De fet, Newton va unir forces amb un jove polític idealista, William Wilberforce, membre del Parlament britànic i principal impulsor de la campanya parlamentària per l'abolició de l'esclavitud en l'Imperi Britànic, que va culminar en la Slave Trade Act de 1807. No obstant això, malgrat que Newton es va convertir en un destacat abolicionista després de deixar Olney en la dècada de 1780, mai va connectar l'himne que es convertiria en "Amazing Grace" amb els seus sentiments contra l'esclavitud. Al mateix temps, va completar el seu diari, actualment perdut i que va començar 17 anys abans, dos després d'abandonar el mar. L'última entrada, de 1772, era un resum de quant havia canviat fins llavors. Les lletres dels Himnes d'Olney van ser col·locades segons la seva associació amb els versicles bíblics que Newton i Cowper utilitzaven en les seves reunions d'oració i no tenien cap objectiu polític. Per a Newton, el començament de l'any era una bona oportunitat per reflexionar sobre el propi progrés espiritual.
| «                                                                   | «Llavors va entrar el rei David i va estar davant el Senyor, i va dir: "Senyor Déu, qui sóc jo, i què és la meva casa, perquè m'hagis portat fins a aquest lloc? I tot i això, Déu, t'ha semblat poc, ja que has parlat del futur de la casa del teu servent, i m'has mirat com un home excel·lent, Senyor Déu"». | » |
| — Primer llibre de les Cròniques 17, 16-17. Traducció Reina-Valera. | |   |

El títol adscrit a l'himne, del Primer llibre de les Cròniques, es refereix a la reacció del Rei David davant la profecia de Natàn que Déu mantindrà la seva hereteu per sempre. La tradició teològica cristiana ha interpretat sovint aquesta profecia com referida a Jesucrist, com a descendent de David, Messies promès per a la salvació dels pobles. El sermó de Newton el primer dia de 1773 es va centrar en la necessitat d'expressar el propi agraïment a la guia de Déu, ja que Déu està implicat en les vides diàries dels creients encara que aquests no s'adonin, de tal manera que la paciència i l'abnegació en les proves de cada dia serà recompensada en les promeses glòries de l'eternitat. Newton es considerava a si mateix un pecador, com David, triat sense merèixer-ho. D'acord amb el mateix Newton, els pecadores no penedits estaven «encegats pel déu d'aquest món» fins que «la misericòrdia ve a nosaltres no només sense merèixer-la o desitjar-la (…) amb els nostres cors obstinats a callar-la fins que ve amb el poder de la seva gràcia».
El Nou Testament va servir de base per a la lletra d'"Amazing Grace". El primer vers, per exemple, està relacionat amb la paràbola del fill pròdig, recollida en l'evangeli de Lucas, on el pare diu: «perquè aquest fill meu estava mort i viu de nou, estava perdut i ha estat trobat». Per la seva banda, la història del cec guarit per Jesús que diu als fariseus que ara pot veure procedeix de l'evangeli segons Joan. Newton utilitza les paraules «Estava cec però ara hi veig» i declara «oh! què gran deutor sóc a la Gràcia» en els seus diaris i cartes des de 1752. D'acord amb Bruce Hindmarsh, l'efecte d'ambdues estrofes en l'himne permet un instant d'alliberament en l'exclamació «Sorprenent Gràcia!», que és immediatament seguida per la resposta «quina dolça el so». A l'obra An Annotated Anthology of Hymns, es qualifica a aquestes exclamacions inicials de «crues però efectives» en una composició general que «suggereix una declaració de fe forta i simple». La Gràcia divina és invocada en tres ocasions en els versos següents, culminant en la història personal de Newton sobre la seva conversió, en la línia indicada de testimoniatge personal. La inestabilitat mental de Cowper va tornar poc després d'estrenar-se l'himne, per la qual cosa Steve Turner, autor d'Amazing Grace: The Story of America's Most Beloved Song, suggereix que Newton podia tenir al seu amic al cap mentre componia la lletra, al que dedicaria els temes de garantia de salvació per mitjà de la Gràcia.

## Propagació

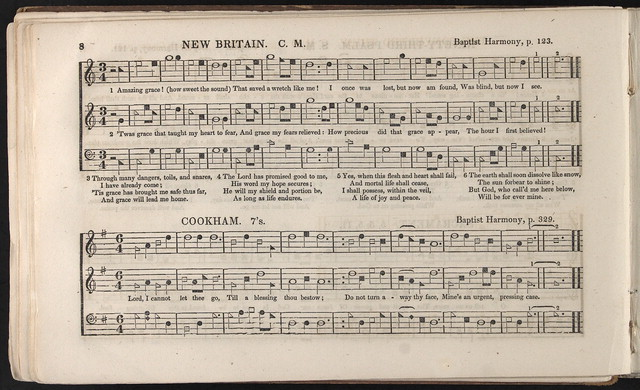
Publicació de 1847 de Southern Harmony, mostrant el títol "New Britain" i la notació musical shape note.

Encara que té les seves arrels a Anglaterra, "Amazing Grace" es va convertir en una part integral del tapís cristià als Estats Units. Més de seixanta dels himnes de Newton i Cowper van ser reeditats en altres col·leccions i revistes britàniques, però no així "Amazing Grace", que només va aparèixer en una recopilació de 1780 patrocinada per Selina Hastings, Comtessa de Huntingdon. L'especialista John Julian recull en el seu A Dictionary of Hymnology, publicat en 1892 que fora dels Estats Units la cançó era desconeguda i que estava «lluny de ser un bon exemple del millor treball de Newton». Entre 1789 i 1799 es van publicar quatre variacions de l'himne als Estats Units en col·leccions per a congregacions baptistes, congregacionalistes i reformades holandeses. Cap a 1830 els cançoners presbiterians i metodistes també van incloure els versos de Newton. L'himne, no obstant això, va començar a guanyar popularitat en el Regne Unit a partir de la dècada de 1950 i no va ser fins a 1964 que es va publicar amb música.
Les dues grans influències que van ajudar a la propagació d'"Amazing Grace" als Estats Units i ho van convertir en un himne imprescindible en les celebracions de moltes confessions cristianes i regions van ser l'anomenat Segon Gran Despertar i el desenvolupament de comunitats de cant de shape note. Al començament del segle xix es va viure als Estats Units un gran moviment religiós que va fer créixer les comunitats cristianes, començant en els estats de Kentucky i Tennessee. Multituds sense precedents s'ajuntaven en celebracions a l'aire lliure, on a més de les habituals experiències de salvació, les fogoses predicacions se centraven en la salvació del pecador de la temptació i la reincidència. En moltes de les confessions cristianes evangèliques les celebracions es van despullar d'ornaments en benefici d'una major simplicitat, amb cants sovint repetitius, dirigits a una població rural majoritàriament pobra i analfabeta, a la qual es va voler educar en la necessitat d'apartar-se del pecat. El testimoniatge personal es va convertir en un component integral d'aquestes reunions, on un membre de la congregació o un estrany podia aixecar-se i explicar la seva conversió des d'una vida de pecat a una altra de pau i pietat. "Amazing Grace" era un dels molts himnes que es van utilitzar per il·lustrar aquests sermons, sovint acompanyat d'una tornada simple i repetitiu, com el següent:
| « | Amazing grace! How sweet the sound That saved a wretch like me. I once was lost, but now am found, Was blind but now I see. Shout, shout for glory, Shout, shout aloud for glory; Brother, sister, mourner, All shout glory hallelujah. | » |

Simultàniament, un moviment independent de cant comunal es va establir en els estats del sud i l'oest dels Estats Units. L'any 1800 va aparèixer un mètode de gran èxit per ensenyar música a persones analfabetes, mitjançant l'ús de quatre sons per simbolitzar l'escala bàsica: fa-sol-la-fa-sol-la-el meu-fa. Cada so està acompanyat d'una nota específica, per la qual cosa va ser conegut com a música shape note. Les congregacions s'ajuntaven en grans edificis durant dies sencers de cants, asseguts en quatre àrees diferents envoltant un espai obert on una persona dirigia al grup com un tot. Molta de la música adaptada a aquest mètode era religiosa, però el propòsit d'aquests cants comunals no era primàriament espiritual. En molts casos es rebutjava la música instrumental i es cantava a cappella, seguint el sentit de simplicitat propi del calvinisme de l'època.

### La melodia "New Britain"
| La melodia "New Britain"                                            |
|                                                                     |

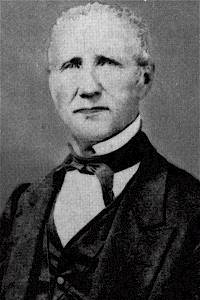
William Walker, el compositor que per primera vegada va unir els versos de John Newton a la melodia "New Britain" per crear la cançó que es convertiria en "Amazing Grace".

| Arranjament per cant comunitari segons la versió de William Walker. |
|                                                                     |

Es desconeix quina música acompanyava els himnes de Newton quan es van utilitzar a Olney. En aquell temps els llibres d'himnes no contenien música i eren simplement petites recopilacions de poesia religiosa. El primer testimoniatge d'una melodia associada amb els versos de Newton apareix en un himnari britànic publicat l'any 1808. En ell la cançó és "Harmony Grove", que ja havia estat utilitzat com a acompanyament de l'himne "There Is A Land of Pure Delight", d'Isaac Watts, l'any 1790. Era comú que un mateix himne es cantés amb melodies diferents, per la qual cosa van circular fins a vint versions diferents d'"Amazing Grace", de diversa popularitat, fins que l'any 1835 William Walker va associar l'himne de Newton amb una cançó tradicional titulada "New Britain", que era per la seva banda l'amalgama de dues cançons publicades independentment i sense lletra en el Columbian Harmony de 1829. Les cançons, titulades "Gallaher" i "St. Mary" van ser creades per Benjamin Shaw i Charles Spilman, aquest últim probablement procedent de Kentucky i autor de música per a celebracions religioses populars. Els orígens d'ambdues melodies són difusos, com en molts altres casos de música folk i només es pot especular que derivin d'alguna balada tradicional escocesa, ja que molts dels colons de Kentucky i Tennessee eren immigrants escocesos, o dels cants populars desenvolupats a Virgínia, o Carolina del Sud, estat natal de William Walker.
"Amazing Grace", com a cançó fruit de la unió dels versos de Newton i la melodia "New Britain", va aparèixer per primera vegada en el cançoner shape note de Walker Southern Harmony. Era, d'acord amb l'autor Steve Turner, «un matrimoni fet en el cel... La música després d' 'amazing' té un sentit d'AWE en ell. La música després de 'grace' sona plena de gràcia. Hi ha una pujada en el punt de la confessió, com si l'autor estigués sortint i fent una declaració sincera, seguida per la corresponent caiguda quan admet la seva ceguesa». La col·lecció d'himnes cantats de Walker es va fer molt popular, venent prop de 600.000 còpies en tot Estats Units, en una època en la qual la població total era de 20 milions de persones. Un altre cançoner similar, The Sacred Harp, de 1844, també incloïa "Amazing Grace", amb lleugeres variacions.
D'altra banda, el poema es recull en la immensament influent novel·la abolicionista La cabanya de l'oncle Tom, de Harriet Beecher Stowe, on els versos són cantats per Tom en les seves hores de més profunda crisi. Canta les estrofes sisena i cinquena en ordre, però Stowe afegeix una altra estrofa no escrita per Newton que s'havia transmès oralment en comunitats afroamericanes almenys durant cinquanta anys. Era originalment una de les 50 a 70 estrofes d'una cançó anomenada "Jerusalem, My Happy Home" que va aparèixer per primera vegada en un llibre de 1790 titulat A Collection of Sacred Ballads:
| « | When we've been there ten thousand years, Bright shining as the sun, We've no less days to sing God's praise, Than when we first begun. | » |

L'himne es va convertir en un emblema dels nous moviments religiosos i en un símbol dels mateixos Estats Units com a país implicat en un gran experiment polític, que intentava emprar la democràcia com a forma de govern. Les comunitat de cant shape note, amb tots els seus membres asseguts al voltant d'un espai central obert, amb cada cançó dirigida per una persona diferent, il·lustrava aquest ideal en la pràctica. Simultàniament, els Estats Units van començar a expandir-se cap a l'oest, territoris inexplorats i salvatges on els «perills, treballs i paranys» de la lletra de Newton van guanyar significat literal i figuratiu per als nord-americans. Durant la Guerra Civil Nord-americana (1861-1865). "Amazing Grace", al costat de la melodia "New Britain", va ser inclòs en dues col·leccions d'himnes distribuït entre els soldats i usat profusament en tots els serveis religiosos.

### Ressorgiment urbà

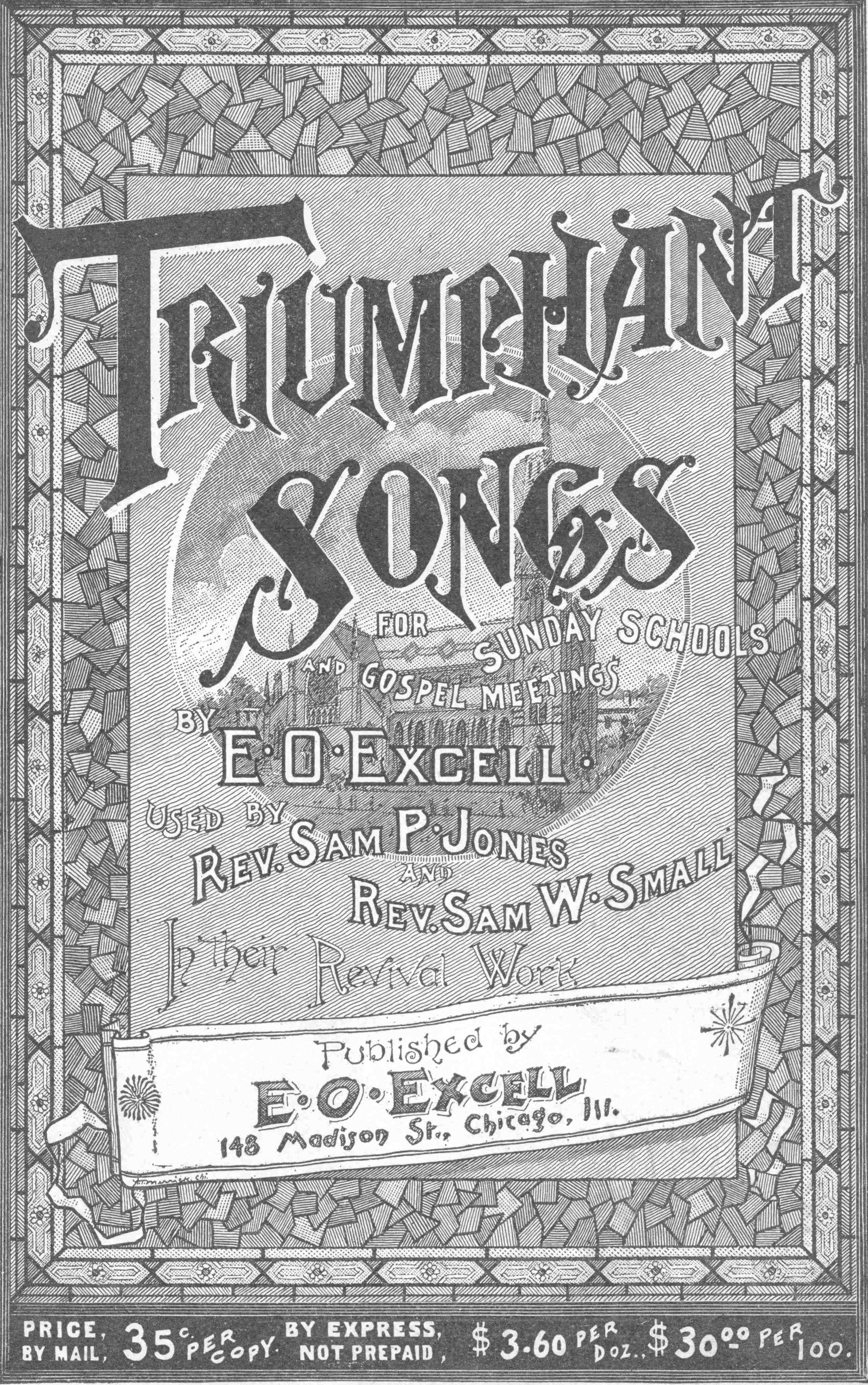
Portada del cançoner Triunfant Songs d'Edwin Othello Excell.

Dos editors i compositors, Dwight Moody i Ira Sankey van liderar un ressorgir del cant religiós en moltes ciutats dels Estats Units i Europa, donant a la cançó propaganda internacional. Les seves cançons són les precursores del gòspel i van gaudir d'un gran èxit. En les versions publicades l'any 1875 dels seus treballs, «Amazing Grace» apareix tres vegades amb tres melodies diferents. Per la seva banda, l'editor Edwin Othello Excell va publicar la versió de l'himne amb la melodia «'New Britain» en una reeixida sèrie de cançoners, si bé va alterar part de la música de Walker per adequar-la als gustos dels oïdors procedents de l'àmbit urbà i dirigida a cors amb molts membres. El mateix Excell va publicar en diverses ocasions els tres primers versos del poema de Newton al costat de l'estrofa afegida en La cabanya de l'oncle Tom entre 1900 i 1910, aconseguint que la seva versió d'«Amazing Grace» fos la més comuna entre les esglésies nord-americanes.

## Versions enregistrades
| "Amazing Grace" a cappella, por tres cantants.                                       |
|                                                                                      |
| Gravació realitzada pel Archive of American Folk-Song a Livingston, Alabama el 1939. |
|                                                                                      |

Amb l'adveniment de la música enregistrada i de la ràdio, «Amazing Grace» es va popularitzar fora de les celebracions religioses. L'habilitat dels enregistraments combinada amb la promoció d'aquests enregistraments a audiències específiques va permetre a l'himne prendre milers de formes diferents al segle xx, més enllà de la versió uniforme d'Edwin Othello Excell. Allmusic recull més de 6.450 versions de la cançó. El primer enregistrament conegut correspon a una versió a cappella del Sacred Harp Choir, inclòs al catàleg d'Okeh Records entre 1926 i 1930, format principalment per temes de blues i jazz. Una altra versió molt reeixida, en estil gospel, va ser comercialitzada per H.R. Tomlin i J. M. Gates, dins de la tendència de molts enregistraments de blues i Gòspel de l'època, dotada d'un profund sentit nostàlgic mitjançant l'ús de cançons tradicionals dels seus ancestres. El primer enregistrament amb acompanyament musical es deu a Fiddlin' John Carson l'any 1930, encara que no té la melodia «New Britain» sinó un altre himne popular titulat «At the Cross». «Amazing Grace» és una cançó emblemàtica en molts tipus i estils de música folk, utilitzada sovint com a exemple per il·lustrar tècniques musicals com el lining out i la crida i resposta.

### Mahalia Jackson

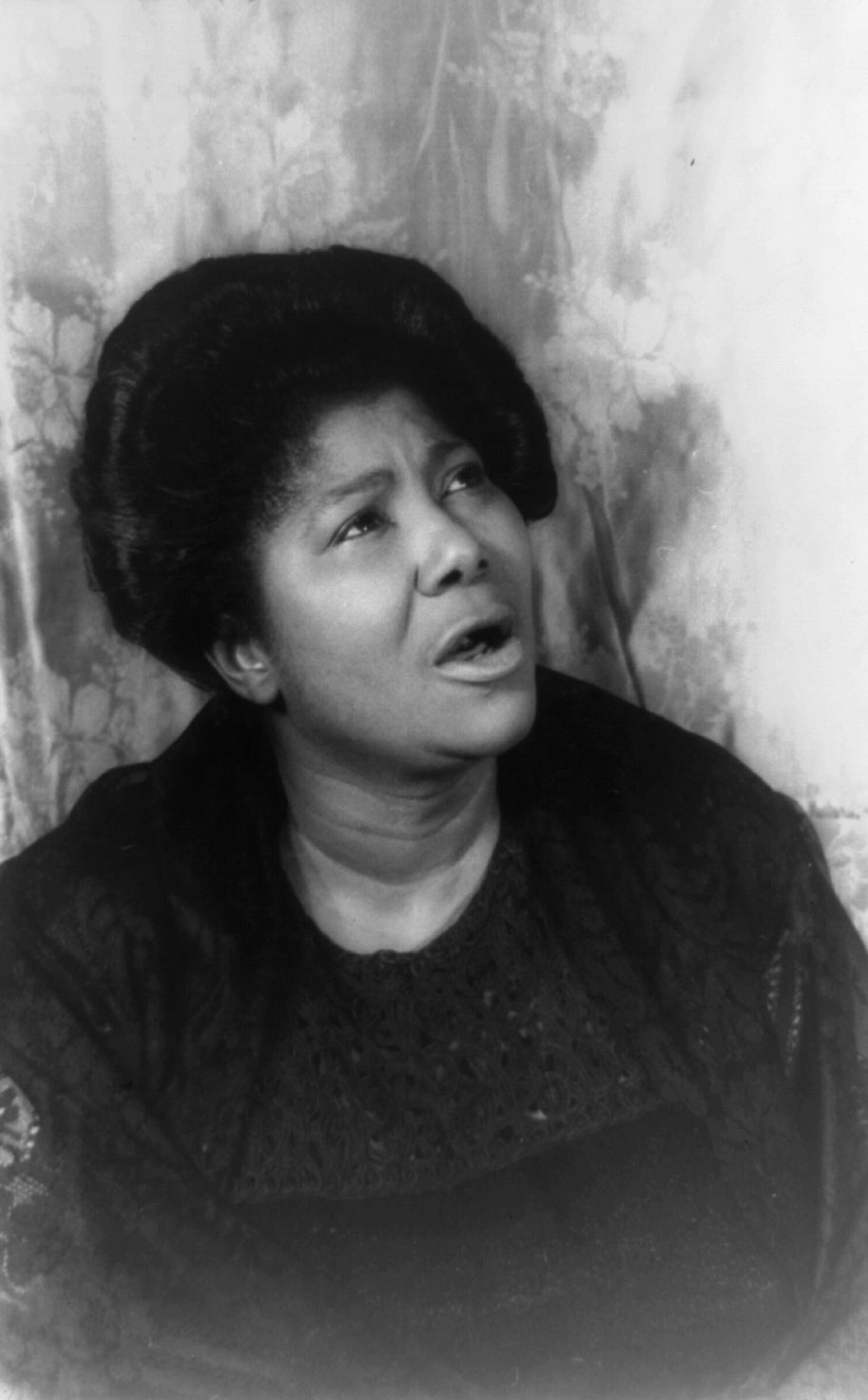
«Those songs come out of conviction and suffering. The worst voices can get through singing them 'cause they're telling their experiences».
«Aquestes cançons naixen de la pena i el sofriment. Les pitjors veus poden superar-se cantant-les perquè estan relatant les seves experiències». A la foto, Mahalia Jackson.

Per la seva banda, la versió de 1947 de l'estel del gospel Mahalia Jackson va guanyar popularitat en la ràdio i en les dues dècades següents l'artista la va interpretar en diversos actes públics i concerts, com el del Carnegie Hall. L'autor James Basker afirma que la cançó ha estat utilitzada pels afroamericans com el «negre espiritual paradigmàtic» perquè expressa l'alegria de veure's alliberats de l'esclavitud i les misèries del món. Anthony Heilbut, autor de The Gospel Sound, afirma que els «perills, treballs i paranys» de la lletra de Newton són un «testimoniatge universal» de l'experiència afroamericana. En la dècada de 1960, a través del Moviment pels drets civils als Estats Units i l'oposició a la guerra del Vietnam, la cançó es va dotar d'un to polític. Mahalia Jackson va interpretar el tema en nombroses marxes pels drets civils, comentant que ho usava «per donar una protecció màgica, un encanteri per rebutjar el perill, un encantament perquè descendissin els àngels del cel (…) No estava segura que la màgia funcionés fora dels murs de l'església, a l'aire lliure de Mississipi. Però no m'estava arriscant». La cantant de folk Judy Collins, que coneixia la cançó des d'abans que recordés haver-la après, va contemplar a Fannie Lou Hamer liderant les marxes durant el Freedom Summer de 1964 i cantant "Amazing Grace", també considerava a la cançó un «talismà» capaç d'impactar emocionalment en els activistes, els espectadors i els agents de la llei que s'oposaven a les peticions de drets civils. La cançó també va ser interpretada per Joan Baez, sent un dels temes que més li demanaven, encara que no sabia que era un himne, ja que, segons les seves paraules, «va desenvolupar una vida pel seu compte». L'himne va ser interpretat fins i tot en el Festival de Woodstock de 1969, durant l'actuació d'Arlo Guthrie.

### Judy Collins
Collins va decidir enregistrar el tema a la fi de la dècada de 1960. Participava en dinàmica de grups que acabaven les reunions cantant "Amazing Grace", perquè era l'única cançó que tots els membres del grup coneixien. El seu productor, present en una d'aquestes reunions, li va suggerir incloure una versió de l'himne en el seu àlbum de 1970 Whales & Nightingales. Collins, que havia caigut en l'alcoholisme, afirmava que la cançó tenia la virtut d'ajudar-la a sortir-se'n. L'enregistrament va tenir lloc a la capella de la Universitat de Colúmbia, per la seva bona acústica. L'artista va triar una versió a cappella, similar a la d'Edwin Othello Excell, i la va acompanyar un cor de cantants amics afeccionats. Collins, activista contra la Guerra del Vietnam, va relacionar la cançó amb el conflicte:
| «               | I didn't know what else to do about the war in Vietnam. I had marched, I had voted, I had gone to jail on political actions and worked for the candidates I believed in. The war was still raging. There was nothing left to do, I thought ... but sing Amazing Grace. | No sabia què més fer contra la guerra al Vietnam. Havia participat en manifestacions i en votacions, havia anat a la presó per accions polítiques i havia treballat pels candidats en els quals creia. Però la guerra seguia candent. No hi havia res més a fer, vaig pensar... només cantar Amazing Grace. | » |
| — Judy Collins. | | |   |

De manera gradual i inesperada, la cançó va anar sent reproduïda a la ràdio i, després, a ser sol·licitada. Va pujar al quinzè lloc del Billboard Hot 100, i va romandre a les llistes durant quinze setmanes, com si -va escriure- els seus seguidors haguessin estat «esperant per abraçar-la». Al Regne Unit, entre 1970 i 1972, va figurar a les llistes de temes més populars en vuit ocasions, va arribar al cinquè lloc i va continuar a les llistes durant 75 setmanes.

### Royal Scots Dragoon Guards

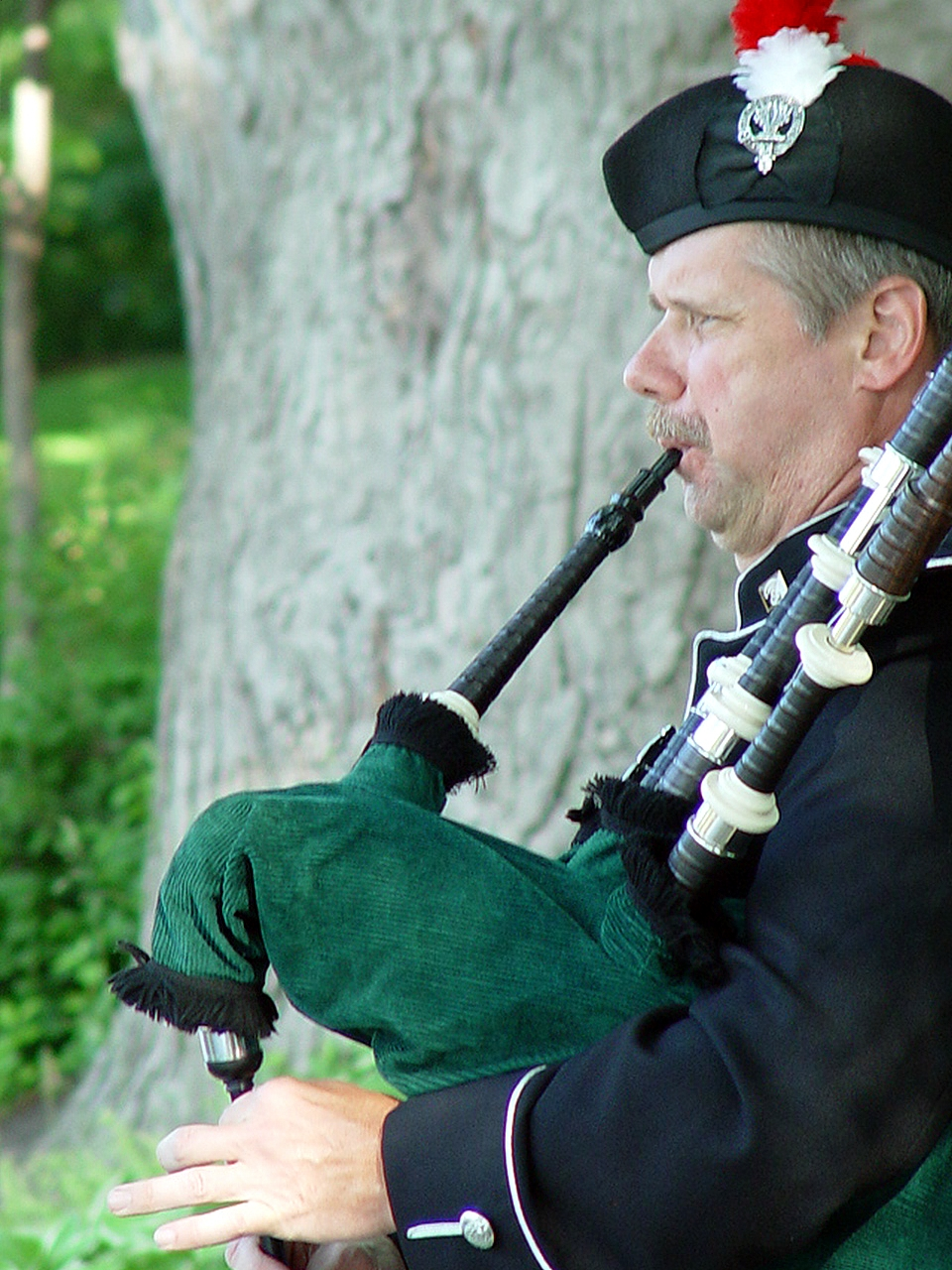
Un gaiter interpreta "Amazing Grace".

Encara que Collins va interpretar el poema de Newton com a símbol de l'oposició a la Guerra del Vietnam, dos anys després els Royal Scots Dragoon Guards, regiment escocès de l'exèrcit Britànic, va gravar una reeixida versió instrumental en la qual un gaiter solista interpretava la cançó acompanyat d'una banda de gaites i tambors, basada en la versió de Collins, en la qual el solista introduïa en solitari la melodia i després s'unia la banda, de la mateixa manera que en la versió vocal ho feia un cor, però un tempo més lent a causa de les característiques dels instruments utilitzats. La versió va aconseguir el número u de l'UK singles chart, romanent durant un total de 24 setmanes en les llistes britàniques i arribant al lloc onzè als Estats Units. Va ser número u a Irlanda, Austràlia, Canadà i Sud-àfrica, arribant a vendre prop de set milions de còpies fins a mitjan 1977 i sent certificat com a disc d'or. Malgrat ser l'enregistrament instrumental més venuda en la història del Regne Unit fins a l'any 2002, el seu èxit va ser acompanyat de certa controvèrsia per combinar gaites amb una banda militar. De fet, el president del grup de gaites del regiment va ser castigat per «degradar» a les gaites.
La banda va estrenar un nou àlbum, Spirit Of The Glen, el 26 de novembre de 2007, produït per Jon Cohen i editat per Universal, en el qual interpretaven diversos temes clàssics, com "Amazing Grace", amb arranjaments contemporanis. El disc es va presentar al castell d'Edimburg i va ser àlbum de l'any en els Classical Brits de 2009.

### Altres versions
Tant Aretha Franklin com Rod Stewart van gravar les seves versions d'"Amazing Grace" en la dècada de 1970. També Johnny Cash va gravar la seva pròpia versió en el seu àlbum de 1975  Sings Precious Memories , dedicant la cançó al seu germà gran Jack, mort en un accident en un molí quan eren nens a Dyess (Arkansas). Cash i la seva família cantaven el popular himne quan treballaven en els camps de cotó i l'artista va incloure la cançó en el seu repertori mentre recorria les presons, comentant que «durant els tres minuts que dura la cançó, tothom està lliure. Simplement allibera l'esperit i la persona ». Steven Tyler també va cantar aquesta cançó al costat de Juliette Hamilton. Existeix igualment una versió en català interpretada per Mónica Naranjo titulada "Avui vull agrair".
La Biblioteca del Congrés dels Estats Units custodia una col·lecció de més de 3.000 versions d' "Amazing Grace", que inclouen els primers enregistraments dels folkloristes Alan i John Lomax, que l'any 1932 van recórrer milers de quilòmetres pel Sud del país per tal de recopilar els diferents estils regionals de la cançó.
Versions més actuals inclouen mostres de grups populars com Sam Cooke i The Soul Stirrers (1963), The Byrds (1970), Elvis Presley (1971), Skeeter Davis (1972), Amazing Rhythm Aces (1975), Willie Nelson (1976), The Lemonheads (1992), Dropkick Murphys (1999), Herb Remington i Charlie Shaffer (2000), Entombed (2002), Il Divo (2008) i Susan Boyle (2009). Mike Oldfield va incloure els versos del poema en el tema "Sunlight Shining Through Clouds" de The Millenium Bell (1999), per representar l'època històrica d'alliberament de l'esclavitud.

## Ús popular

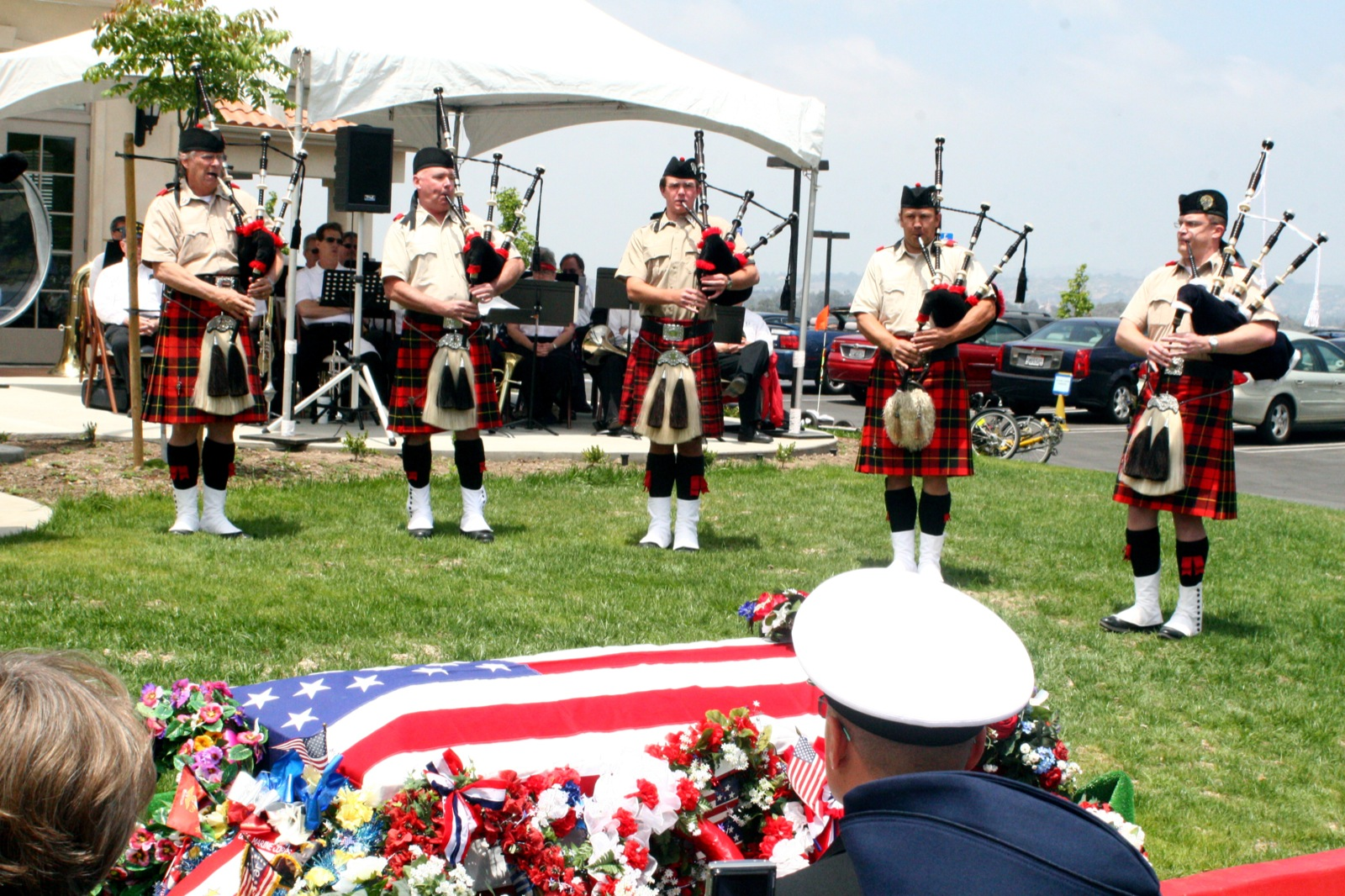
«Somehow, "Amazing Grace" [embraced] core American values without ever sounding triumphant or jingoistic. It was a song that could be sung by young and old, Republican and Democrat, Southern Baptist and Roman Catholic, African American and Native American, high-ranking military officer and anticapitalist campaigner».
«D'alguna manera, "Amazing Grace" [abraça] els valors essencials d'Amèrica sense sonar triomfant ni patriota. Era una cançó que podia ser cantada per joves i vells, republicans i demòcrates, baptistes del sud i catòlics romans, afroamericans i nadius americans, oficials militars d'alta graduació i activistes contra el capitalisme». Steve Turner, 2002.
En la imatge, interpretació d'"Amazing Grace" en un memorial en honor d'un soldat nord-americà mort.

L'himne ha estat empleat en nombroses pel·lícules, com Alice's Restaurant, Coal Miner's Daughter i Silkwood. És el fil conductor de la pel·lícula Amazing Grace, que narra la influència de John Newton en l'abolicionista britànic William Wilberforce.
"Amazing Grace" s'ha convertit en una icona de la cultura nord-americana tan popular que ha estat utilitzat per a un gran varietat de propòsits no religiosos i campanyes de màrqueting. Apareix en records, presta el seu nom a un enemic de Superman, apareix en diversos capítols de Els Simpsons, en un d'ells per il·lustrar la redempció del malvat Sideshow Bob, i s'ha incorporat en cants dels Associació Internacional per a la Consciència de Krishna i cerimònies de Wicca.
A la pel·lícula de ciència-ficció de 1982 Star Trek II: La Ira de Khan, "Amazing Grace" és interpretada amb gaita dins de la cerimònia de comiat del senyor Spock, ja que la cançó és «immediatament recognoscible per a la major part de l'audiència com la música apropiada per sonar en un funeral», d'acord amb un estudiós de la saga Star Trek. També ha estat empleat en 2010 com a part de diversos capítols de la sèrie animi Sota・Ra・No・Wo・To com a toc de diana.
Des de 1954, quan una versió per a orgue de la melodia "New Britain" es va convertir en un èxit, "Amazing Grace" s'ha associat amb els funerals i serveis fúnebres, per considerar-se que inspira a l'esperança entre la tragèdia, com una espècie de «himne nacional espiritual», en paraules de Mary Rourke i Emily Gwathmey. Ha estat interpretat en els memorials de diverses tragèdies nacionals, com l'accident del transbordador espacial Challenger, l'atemptat d'Oklahoma City i els atemptats de l'11 de setembre
Segons el Dictionary of American Hymnology, el tema està inclòs en més de mil cançoners publicats, però recomana el seu ús per a «moments de culte en els quals necessitem confessar amb alegria que som salvats només per la Gràcia divina; com a himne de resposta al perdó dels pecats o com a expressió de la certesa del perdó; com a confessió de fe o després del sermó»

## Interpretacions contemporànies

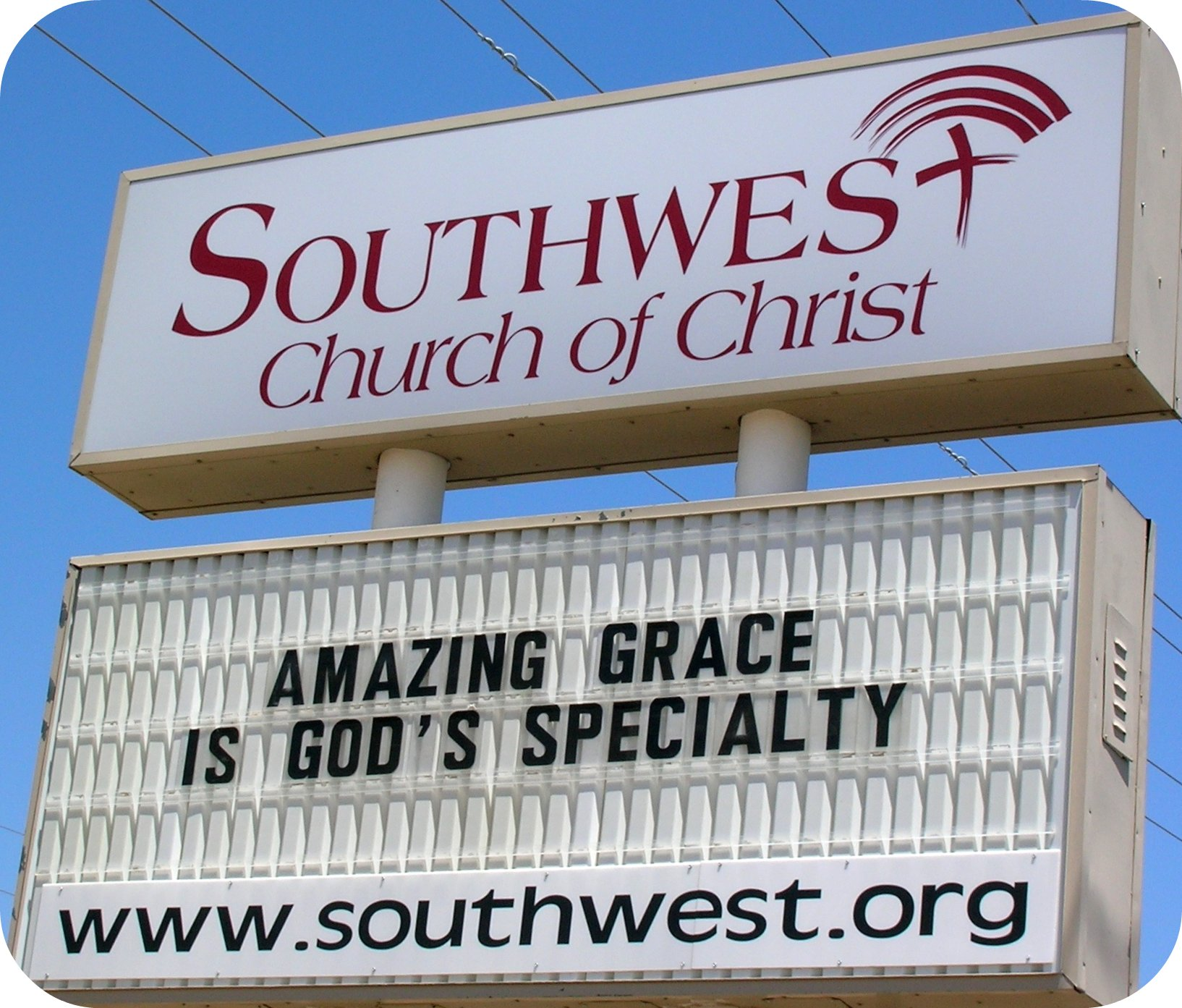
«La sorprenent Gràcia és l'especialitat de Déu». Cartell d'una església a Amarillo, Texas, Estats Units.

En els últims anys, la lletra de l'himne ha canviat en algunes publicacions religioses per mitigar el sentiment de culpa que podia transmetre el poema. El segon vers, «That saved a wretch like me!» («Que va salvar a un desgraciat com jo!») ha estat reescrita per «That saved and strengthened em» («Que em va salvar i va enfortir»), «saved a soul like me» («va salvar una ànima com la meva») a «that saved and set em free» («que em va salvar i va alliberar»). Kathleen Norris en el seu llibre Amazing Grace: A Vocabulary of Faith qualifica a aquesta transformació de les paraules originals com a «anglès horrible» que fa que la nova lletra sigui «irrisòriament insípida». Part de les raons per a aquest canvi han estat els canvis en la forma d'entendre el significat de la Gràcia divina i el pecat. Newton es contempla a si mateix com un pecador tan vil que és incapaç de canviar la seva vida o de ser redimit sense l'ajuda de Déu. Es considera un paria miserable, com quan va estar esclavitzat a Sierra Leone, on la seva pròpia arrogància es va trobar amb la desgràcia i només des de la profunda transformació espiritual de la seva conversió és capaç de canviar la seva vida.
En el pensament teològic cristià els conceptes de redempció i autoestima han evolucionat molt des de l'època de John Newton. Especialment a partir de la dècada de 1970, certs llibres d'autoajuda, escoles psicològiques i algunes expressions modernes del cristianisme han considerat la «gràcia» com una qualitat innata a tothom. És la pròpia persona la que deu inspirar-se prou per trobar-la i trobar el sentit de la seva vida. En contrast amb la visió de Newton de les seves misèries, pecats i distanciament amb Déu, en moltes publicacions es consideren aquestes limitacions com un obstacle físic, social o espiritual que s'ha de superar per aconseguir l'estat de gràcia, felicitat i satisfacció que mereixem. Bruce Hindmarsh suggereix que la popularitat d'"Amazing Grace" anàs del context religiós es deu a l'absència de qualsevol esment a Déu fins al quart vers, per la qual cosa la cançó representa l'habilitat de l'ésser humà de transformar-se a si mateix sense necessitat d'intervencions externes. La «gràcia» de l'himne s'entén com una qualitat personal, al contrari del pensament cristià tradicional i del propòsit del mateix Newton, que la considera un regal gratuït de Déu, aspecte fonamental en el protestantisme i central en el catolicisme, on es defineix com «el favor, l'auxili gratuït que Déu ens dona per respondre a la seva trucada: arribar a ser fills de Déu, fills adoptius, partícips de la naturalesa divina, de la vida eterna».
El poder transformador de la cançó va ser investigat pel periodista Bill Moyers en un documental estrenat en 1990. Moyers es va centrar en aquest aspecte després d'assistir a una representació en el Lincoln Center on el públic estava compost de cristians i no cristians i es va adonar que "Amazing Grace" tenia un impacte equivalent en tots els assistents, unificant-los. James Basker també va reconèixer aquesta força quan explica per què va triar l'himne per presidir una col·lecció de poesia abolicionista: «hi ha un poder transformador que és aplicable...: la transformació del pecat i el pesar en gràcia, del sofriment en bellesa, de l'alienació en empatia i connexió, del que no es pot parlar en literatura imaginativa».
En el documental, Moyers entrevista a Collins, Cash, la cantant d'òpera Jessye Norman, la musicòloga Jean Ritchie i la seva família, cantants Sacred Harp de Geòrgia i Alabama i el cor de la Presó Estatal de Texas a Huntsville. Collins, Cash i Norman declaren ser incapaços de distingir si el poder la cançó prové de la música o de la lletra. Norman, que va interpretar el tema en el concert de rock homenatge a Nelson Mandela, afirma: «no sé si és el text —no sé si estem parlant de la lletra quan diem que "toca" a tanta gent— o si és aquesta melodia que tothom coneix». Un dels presoners entrevistat per Moyers explica la seva interpretació literal del segon vers: «'Twas grace that taught my heart to fear,/ And grace my fears relieved» («va ser la Gràcia el que va ensenyar al meu cor a témer i la Gràcia em va alliberar dels meus temors»), comentant que la por se li va fer immediatament real quan es va adonar que podria no posar la seva vida en ordre mai, al costat de la solitud i restriccions de la presó. La cantant de gospel Marion Williams resumeix l'efecte de la cançó amb la frase: «és una cançó que arriba a tothom».

### Versió de Il Divo
El quartet musical Il Divo compost per quatre cantants masculins: el suís Urs Bühler, l'espanyol Carlos Marín, el nord-americà David Miller i el francès Sébastien Izambard, van versionar a quatre veus melòdiques el tema, inclòs en el seu àlbum The Promise de 2008.